# Entedononecremnus guamuchil
Entedononecremnus guamuchil är en stekelart som beskrevs av Svetlana N. Myartseva 2004. Entedononecremnus guamuchil ingår i släktet Entedononecremnus och familjen finglanssteklar. Inga underarter finns listade i Catalogue of Life.